# Mauricio Pochettino
Mauricio Roberto Pochettino Trossero (n. 2 martie 1972, Murphy⁠(d), Provincia Santa Fe, Argentina) este un fotbalist argentinian și spaniol retras din activitate, care a jucat pe post de fundaș central la echipe ca Espanyol, Newell's Old Boys și PSG. Pe plan internațional, are prezențe la națională pentru Argentina și Argentina U20⁠(d). După încheierea carierei, a devenit antrenor, și antrenează în prezent pe Echipa națională de fotbal a Statelor Unite ale Americii.
A jucat Cupa Mondială din 2002 cu reprezentativa Argentinei.

## Statistici ca antrenor
La actualizat la 5 mai 2024.
| Echipa              | Început          | Sfârșit           | Record | Record | Record | Record | Record     | Ref   |
| Echipa              | Început          | Sfârșit           | P      | V      | E      | Î      | Victorii % | Ref   |
| ------------------- | ---------------- | ----------------- | ------ | ------ | ------ | ------ | ---------- | ----- |
| Espanyol            | 20 ianuarie 2009 | 26 noiembrie 2012 | 161    | 53     | 38     | 70     | 32,9       | [ 4 ] |
| Southampton         | 18 ianuarie 2013 | 27 mai 2014       | 60     | 23     | 18     | 19     | 38,3       |       |
| Tottenham Hotspur   | 27 mai 2014      | 19 noiembrie 2019 | 293    | 159    | 62     | 72     | 54,27      | [ 5 ] |
| Paris Saint-Germain | 2 ianuarie 2021  | 5 iulie 2022      | 84     | 55     | 15     | 14     | 65,48      | [ 5 ] |
| Chelsea             | 1 iulie 2023     | mai 2024          | 48     | 23     | 11     | 14     | 47,92      | [ 5 ] |
| Total               | Total            | Total             | 646    | 313    | 144    | 189    | 48,45      |       |